# Palmaire aponeurose
De palmaire aponeurose (aponeurosis palmaris) is een structuur in de handpalm die de spieren van de handpalm omsluit en bestaat uit een centraal, lateraal en mediaal deel.

## Structuur

### Centraal
Het centrale gedeelte beslaat het midden van de handpalm, is driehoekig van vorm en van grote sterkte. De top ervan loopt door in de onderste rand van het transversale carpale ligament en is de plaats waar de uitgebreide pees van de musculus palmaris longus aanhecht.
De basis is aan de onderkant verdeeld in vier stroken, één voor elke vinger. Bij elke strook komen vezels vrij die naar de huid van de handpalm en de vinger gaan. De vezels naar de handpalm komen in contact met de huid bij de groef die overeenkomt met de metacarpofalangeale gewrichten. De vezels naar de vingers gaan in de huid bij de dwarsplooi aan de basis van de vingers.
Het diepere deel van elke pees is onderverdeeld in twee uitlopers, die in de vezelachtige omhulsels van de buigpezen zijn aangehecht. Aan de zijkanten zitten vast aan het transversale metacarpaal ligament.
Door deze opstelling worden aan de voorzijde van de koppen van de middenhandsbeentjes korte kanalen gevormd, waar de buigpezen doorheen lopen. De ruimtes tussen de vier stroken bieden ruimte aan de (slag)aders, zenuwen en pezen van de hand, en de pezen van de musculi lumbricales manus.
Op de splitsingspunten in de genoemde uitlopers zijn talrijke sterke, dwars verlopende bundels aanwezig die de afzonderlijke uitlopers met elkaar verbinden.
Het centrale deel van de palmaire aponeurose is nauw verbonden met de handpalmhuid door dicht fibroareolair weefsel dat het peesblad van de handpalm vormt, en ontspringt via de mediale rand aan de musculus palmaris brevis.
Het bedekt de oppervlakkige volaire boog, de pezen van de buigspieren en de takken van de nervus medianus en nervus ulnaris. Aan beide kanten bevindt zich een tussenschot (septum intermusculare), dat doorloopt in de interossale aponeurose en de tussenliggende spiergroepen scheidt van de collaterale spiergroepen.

### Lateraal en mediaal
De laterale en mediale delen van de palmaire aponeurose zijn dunne, vezelachtige lagen die aan de radiale zijde de spieren van de bal van de duim bedekken en aan de ulnaire zijde de spieren van de pink; ze lopen door in het centrale deel en in de fascia op de rug van de hand.